# 1265

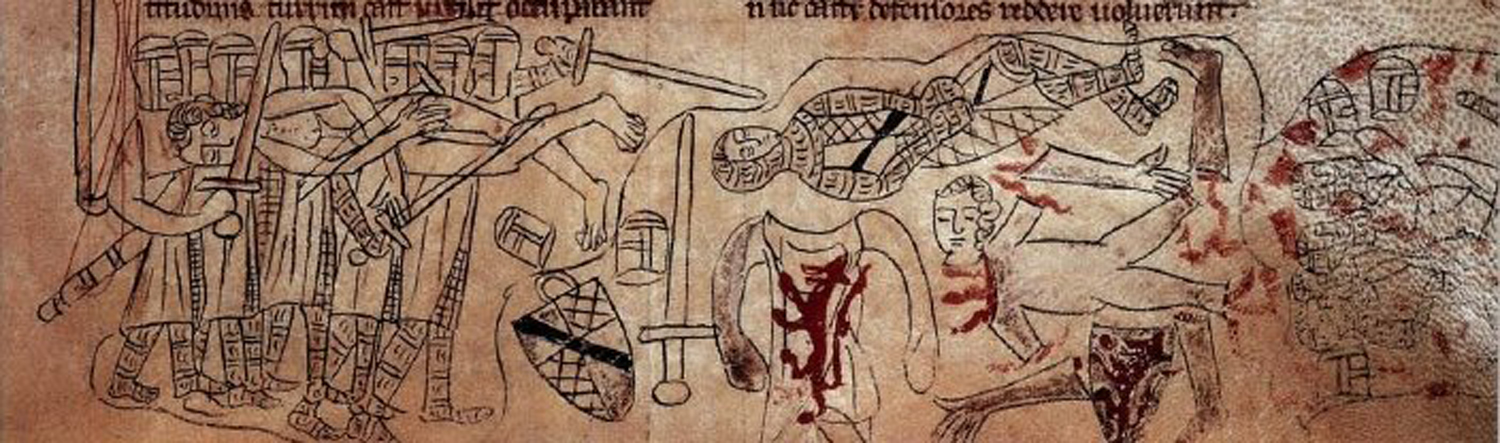
Slag bij Evesham: Simon van Montfort sneuvelt en wordt verminkt

Het jaar 1265 is het 65e jaar in de 13e eeuw volgens de christelijke jaartelling.

## Gebeurtenissen
januari
- 20 - Simon van Montfort roept het Engelse parlement voor het eerst bijeen. Aangezien koning Hendrik III de Magna Charta heeft ondertekend, mag hij het parlement om belastingen vragen.

februari
- 12 - Gui Faucoi le Gros wordt paus als Clemens IV in opvolging van Urbanus IV

mei
- mei - Tweede Baronnenoorlog (Engeland)

Gilbert de Clare, graaf van Gloucester loopt over van de zijde van Simon van Montfort naar die van koning Hendrik III. Kroonprins Edward weet te ontsnappen uit Montforts gevangenschap.
juni
- 22 - Verdrag van Pipton: Simon van Montfort en prins Llywellyn ap Gruffudd van Gwynedd sluiten een verbond. Simon erkent Llywellyn als prins over geheel Wales.

augustus
- 4 - Slag bij Evesham: Simon van Montfort wordt verslagen door kroonprins Edward. Montfort sneuvelt. De koninklijke macht in Engeland wordt volledig hersteld, maar het bestuur komt feitelijk in handen van Edward.
- 5 - Heer Rudolf de Cock draagt zijn burcht te Rhenoy, alsmede al zijn goederen gelegen tussen de rivieren de Lek en de Linge op aan graaf Otto II van Gelre in ruil voor de heerlijkheden Hiern, Neerijnen en Opijnen. Hij krijgt daarbij toestemming om een kasteel te bouwen. Dit wordt het Kasteel Waardenburg.

zonder datum
- Loenen, Oudewater en Vreeland krijgen stadsrechten. Zwolle krijgt marktrecht.
- Oudst bekende vermelding: Mornimont, Wanroij, Wanzele

## Opvolging
- Il-kanaat - Hulagu opgevolgd door zijn zoon Abaqa
- aartsbisdom Salzburg - Ulirch van Seckau opgevolgd door Wladislaus van Silezië
- Thüringen - Hendrik III van Meißen opgevolgd door zijn zoon Albrecht II van Meißen
- Württemberg - Ulrich I opgevolgd door zijn zoon Ulrich II

## Afbeeldingen

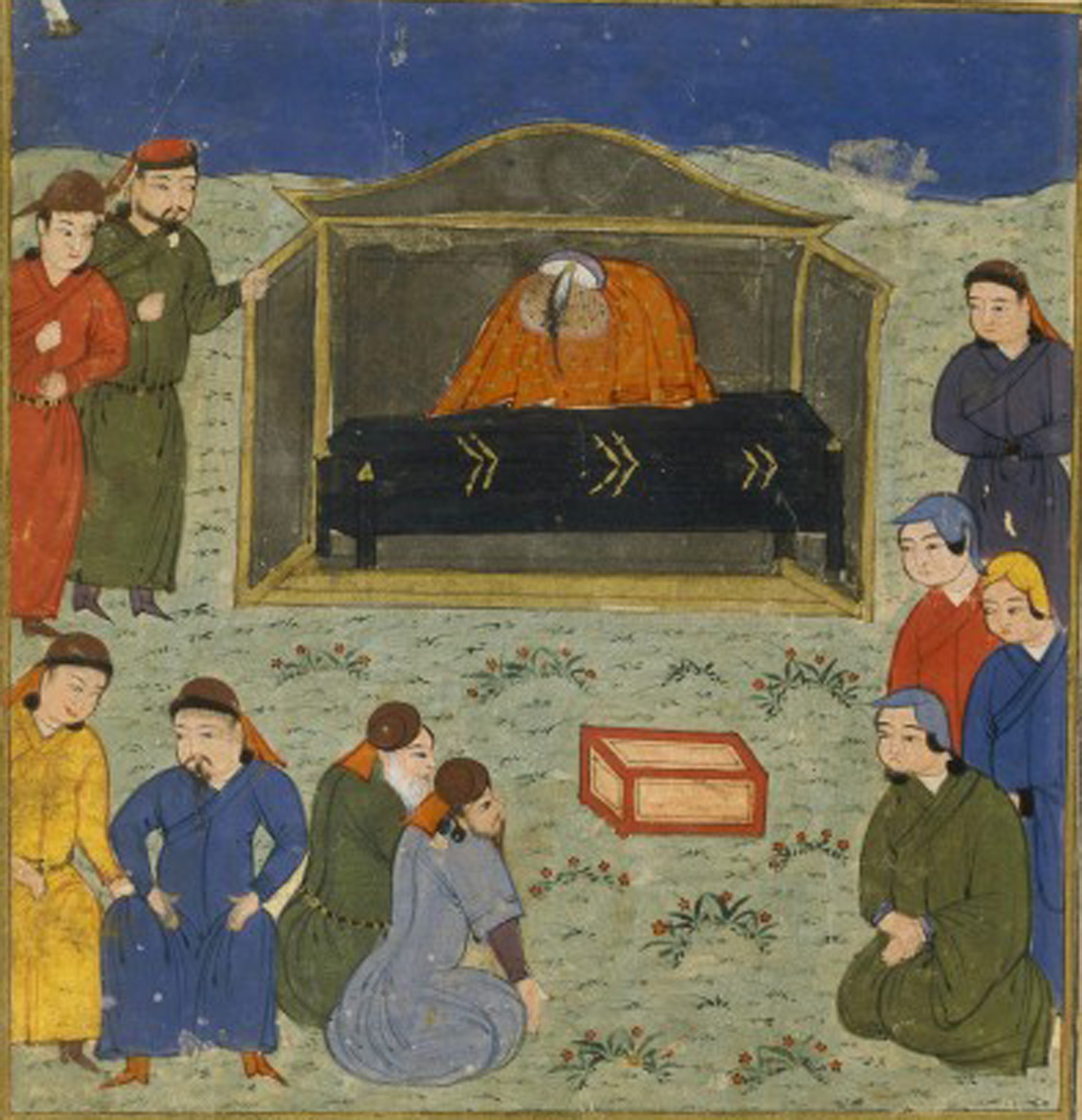
Begrafenis van Hulagu

## Geboren
- 13 maart - Eberhard I, graaf van Württemberg
- 10 mei - Fushimi, keizer van Japan (1287-1298)
- Alfons III, koning van Aragon (1285-1291)
- Dante Alighieri, Italiaans dichter
- Heilwige Bloemaert, Brabants mystica (jaartal bij benadering)
- Hendrik van Karinthië, hertog van Karinthië, koning van Bohemen (1307-1310) (jaartal bij benadering)
- Karel van Trier, grootmeester van de Duitse Orde (1311-1324) (jaartal bij benadering)
- Maria de Molina, echtgenote van Sancho IV van Castilië (jaartal bij benadering)
- Otto III, hertog van Karinthië (jaartal bij benadering)
- Ziemovit van Dobrzyń, hertog van Koejavië (jaartal bij benadering)

## Overleden
- 8 februari - Hulagu (~47), Mongools leider, eerste Il-khan (1256-1265)
- 19 februari - Bonifatius (83), bisschop van Lausanne
- 25 februari - Ulrich I (~38), graaf van Württemberg
- 16 mei - Simon Stock, Engels monnik
- 23 juni - Anna van Bohemen (~62), Boheems-Pools prinses en edelvrouw
- 4 augustus - Simon V van Montfort (~57), Engels edelman en staatsman
- 3 december - Odofredus, Italiaans jurist
- Hendrik I van Liechtenstein, Duits edelman
- Eschiva van Sint-Omer, Jeruzalems edelvrouw (jaartal bij benadering)
- Eva van Luik, Belgisch kluizenares (jaartal bij benadering)